# 斯托蒙特城堡

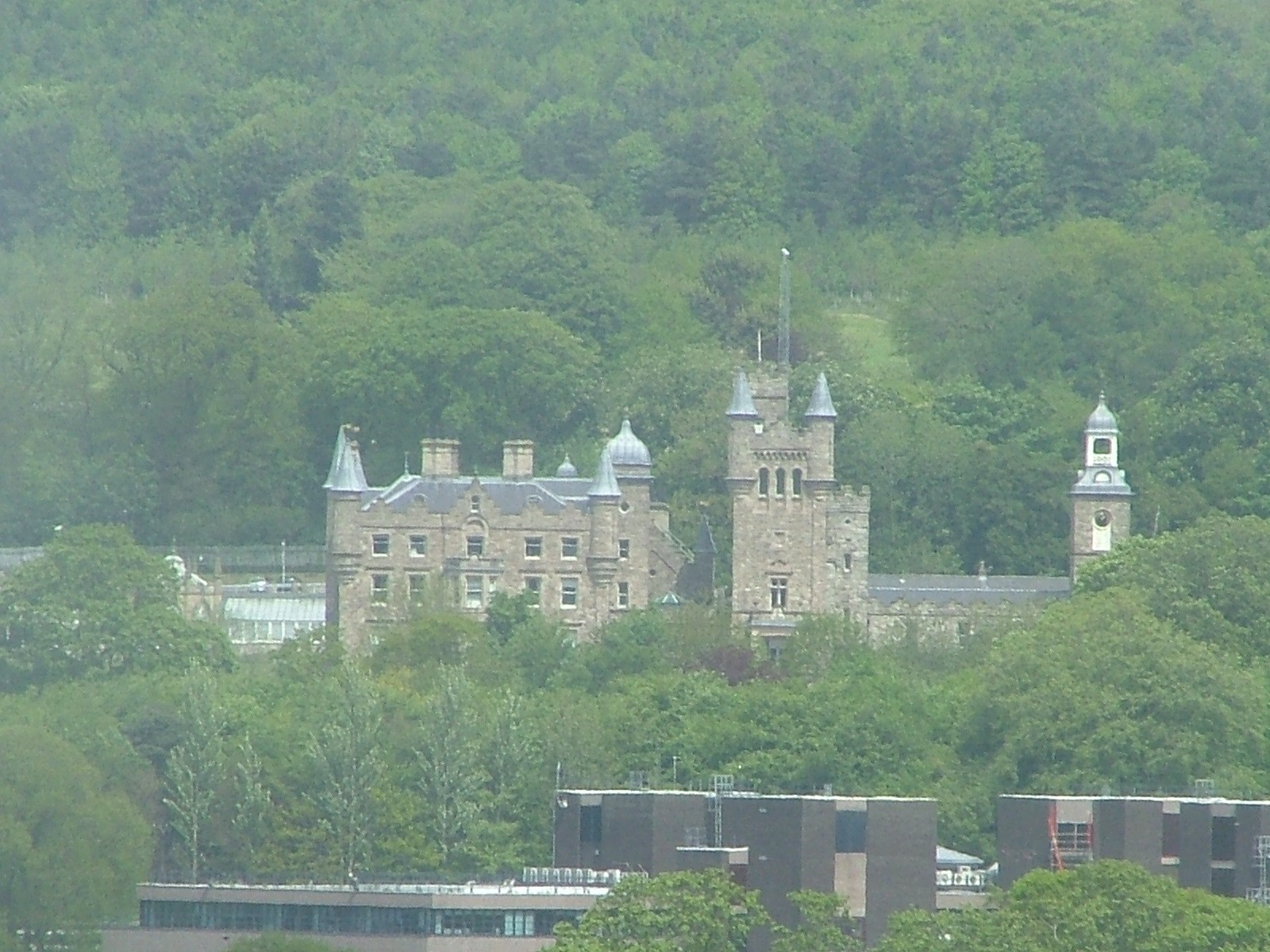
斯托蒙特城堡

斯托蒙特城堡（Stormont Castle）是英國北愛爾蘭的一處莊園建築，位於貝爾法斯特東郊。該建築雖然名為城堡，但在歷史上卻從來不是一座城堡。在1921年至1972年期間，這裡曾是北愛爾蘭首相的官邸。斯托蒙特城堡在每年的歐洲遺產公開日週末對公眾開放。在2016年是9月10日及11日。

## 外部連結
- Tours of Parliament Buildings （页面存档备份，存于）

54°36′07″N 5°49′49″W / 54.602003°N 5.830232°W